# 集團移住
集團移住是台灣日治時期理蕃事業的實行政策之一，為移住行動之延伸。由1919年起試辦，1930年霧社事件後正式大規模推動直至1945年台灣日治時期結束。目的在藉系統性規範原住民居住地區與移住計畫之執行，達成「理蕃」、「林政」和「拓殖」三大目標。

## 背景
1895年，日本控制台灣之初，即於民政要領中提及：「台灣將來之事業要看在蕃地，若要在山地興起事業，首要使蕃民服從於我政府。」1905年，日本於日俄戰爭勝利後，狹著國際名聲高漲及理蕃政策受國庫充足的輔助之下，治理策略一改過去的安撫為積極鎮壓，終至以原住民抗拒繳交槍械為導火線之南蕃事件爆發。事件後，學者丸井圭治郎於1914年向總督佐久間左馬太提出《理蕃意見書》、 《蕃童教育意見書》；主張以教育、衛生、威壓、蕃社合併遷移、土地調查、編入普通行政區、勞役及蕃政統一等政策來「撫育」原住民；同時利用警政體系，實施積極的理蕃措施以及強制的同化政策。1919年，理蕃政策隨內地延長主義之政策走向，集團移住之統治方針開始實施。在山地奴役化的開發及多方限制原住民傳統風俗等背景下，霧社事件於1930年爆發，是為台灣日治時期死傷規模最大的原住民武裝反日行動。事件隔年，發布檢討後之「新理蕃政策」，集團移住開始以較大規模進行。

## 過程
1895年時任民政局長水野遵主張效仿清代的「撫墾制度」，以盡速達成山林地開發。同時，日方亦意圖透過給予種子、農具、設置特定開墾地，促使原住民羨慕、開始學習平地耕作方式。此時期已有部分地方政府實行小規模的移住，包含最早的宜蘭廳，以及南投廳、恆春廳等，但官方尚未訂定較完整的授產或移住計畫。
1906年適逢日俄戰爭結束，新任總督佐久間左馬太上任，重新頒布理蕃方針，以經濟利益豐富之北部蕃地為重心，改採隘勇線封鎖措施，並於1910年訂定了著重武力征討的五年理蕃計畫。
五年理蕃計畫結束後，政策轉以綏撫為主、威壓為輔，開始著重授產制度的推行，1918年起於宜蘭、桃園、新竹、台中、南投、嘉義、阿猴與花蓮港廳等八個地方的部落附近，設置「模範水田試作所」，由具有農事經驗的巡查教導部落首領水田稻作技巧，試圖轉變原住民耕作習慣。1919年起試辦集團移住，並將部落移住權力集中至總督府；1925年由「森林事業計畫」區分可開發的「不要存置林野」、限制或禁止開墾的「要存置林野」及原住民居住地「準要存置林野」。
1930年霧社事件後至台灣日治時期結束，可視為移住政策的第四階段，即新理蕃時期。有鑑於先前的移住無法達成「蕃人」的服從，同時也無法滿足林政需求，集團移住型態更加有系統地在此時期實行，其中的代表性計畫包括：蕃人移住十箇年計畫。
1940年開始實行促進國策事業並東部開發蕃移住集團計畫，此移住計畫主要受日本南進政策下台灣工業化之影響，透過有計畫地原住民人口移動來應付軍需工業化之勞力需求。此階段集團移住共有8社484戶，2885人遷移，以排灣族部落為主，為高雄州至台東廳之跨州廳移住。此計畫成本耗費較大，並非總督府偏愛之方式，可視為原住民移住史之特例。
高雄州第一次集團移住計畫始於1938年，主要針對排灣族及魯凱族部落。後在太平洋戰爭之背景下更改方針，即形成規模更龐大、更詳細之第二次集團移住計畫。計畫納入第一次移住計畫未完成的部分，從1944年開始執行，總共預計移住2,108戶、12,098人。後因1945年二戰結束，日方撤出台灣，移住計畫並未完成。此次變動主要為將散居於山區的小型部落集中合併於過往集團移住形成之大部落，並在每個移住地配有駐在所。
新理蕃時期移住行動最顯著的變化，在於其移動由各部落的水平集中，轉移到垂直的遷移，將部落遷往山腳的平地所在。這樣的規劃主要是在森林事業計畫與蕃地開發調查中保留地的規劃多為坡地，無法有效推動水田或是定耕農業；其次，這樣的垂直遷移，基本上不同於森林計畫事業的「準要存置林野」的規劃， 但卻符合了理蕃、拓殖、林政三個部門各自的目的。因此所伴隨的是不同於以往的調查模式，轉而針對性地尋找集團移住的適宜地；最後，再移住之後所進行的農業授產與農業指導所，為集團移住的集約農業進行準備，於是開始脫離了原有隘勇線上監督與管理的機制。

## 影響
1908年花蓮港蕃事變，由七腳川社原住民隘勇發起。此事件後，七腳川社強迫歸順。1915年「高山蕃事件」，為台東、花蓮港廳原住民發起。為平息事件所採取之蕃地封鎖，促使兩地原住民移往南投廳集集支廳丹大社，持續煽動抗日運動。。1932年逢坂事件及1934年大關山事件，均為布農族人被強制移住而發起之武裝反抗。事件在大關山事件主導者拉馬達.星星遭逮捕後宣告落幕，此一事件也被認為是最後的武裝反抗的事件。
為透過集團移住達成理蕃及山林資源開發之最大效果，日本殖民政府持續修正集團移住計畫之策略，當中尤以空間劃分為修正之主軸。日治時期後期之集團移住政策及空間規劃依據已趨於成熟：區位以山腳平地之水田適地為主；機能需含括維持移住地醫療衛生之診療所等醫療設施；以「蕃人保留地」（準要存置林野）之制訂確保移住者所擁有之土地面積，並採棋盤式規劃以助於管理及變動。。
原住民集團移住後，在持續極力教授農業、衛生、教育改善的同時，生活確實更為富裕。而土地利用的習慣、感受到定耕比輪耕有更豐富收穫，因此逐漸擴展水田及定耕田園，與移住前相比，表象確實進步許多。然而，集團移住之出發點為開發山地資源及方便管理，故包含強制沒收原住民獵用槍械、部落間在移住下不符原有地緣互動性的安排等。

### 引用
1. ↑  《理蕃誌稿》第一編，3頁
2. ↑  藤井志津枝. . 台北市: 文英堂. 1997: 269.
3. ↑  葉神保. . 國立政治大學. 2014: 210.
4. 1 2  《日治時期集團移住與定耕》，原住民族歷史與社會議題教學資源網站
5. ↑  胡曉俠. . 中原大學. 1996: 150.
6. ↑  胡曉俠. . 中原大學. 1996: 8-15.
7. ↑  胡曉俠. . 中原大學. 1996: 52-60.
8. ↑  施聖文. . 東海大學. 2012.
9. 1 2  胡曉俠. . 中原大學. 1996: 188.
10. ↑  李文良《帝國的山林—日治時期臺灣山林政策史研究》
11. 1 2  施聖文. . 東海大學. 2012: 96-102.
12. ↑  《理蕃誌稿》第二編，812頁
13. ↑  鄭安睎. . 國立政治大學. 2000.
14. ↑  黃應貴. . 台北市: 三民書局. 2006.
15. ↑  胡曉俠. . 中原大學. 1996: 201-202.
16. ↑  葉高華. . 原住民族發展研究. 2016: 19-26.

### 書目
- 林素珍. . 國立成功大學. 2003.
- 葉高華. . 臺灣文獻. 2013: 105-127.
- 葉高華. . 臺灣史研究. 2016: 123-172.
- 葉高華. . 原住民族文獻電子期刊. 2017年4月31期.